# Near protocol
 (septembre 2023).
Near protocol est une blockchain de couche 1, créé en 2017 par Alexander Skidanov, Illia Polosukhin et Erick Trautman.
Le jeton natif de l'écosystème Near Protocol est le NEAR. Il confère des droits de gouvernance à ses détenteurs et peut être mis en staking pour générer des revenus.

## Description
Near Protocol est une blockchain de troisième génération spécialisée dans le développement d'applications décentralisées (Dapps). Dans sa philosophie, Near Protocol ressemble aux réseaux Ethereum, Solana et Cardano.
Tout comme Solana, Near est construit en utilisant le langage de programmation Rust. Aussi, tout comme Solana, Near a offert des subventions aux développeurs de logiciels pour construire des applications sur son système.
La principale caractéristique technique de Near Protocol est son « Nightshade Sharding », une technique de subdivision de la blockchain en plusieurs sous-blockchains indépendantes, permettant d'améliorer à la fois la sécurité, la scalabilité et la décentralisation.
Near Protocol est compatible avec Ethereum grâce à son smart contract « Aurora », permettant d'attirer les développeurs lassés des frais élevés et du manque de scalabilité d'Ethereum.

## Histoire
En 2017, Near Protocol est créé par Erick Trautman, un entrepreneur connu pour avoir travaillé à Wall Street, ainsi que par Alexander Skidanov, ancien développeur logiciel chez Microsoft, et Illia Polosukhin, ancien responsable technique chez Google.
En 2017, la « Near foundation » est créée. 
En avril 2021, le « mainnet » Near est déployé. 
En octobre 2021, Near annonce la création d'un fonds de 800 millions de dollars pour financer des projets développant l'écosystème Near.
Début 2022, l'ancienne directrice marketing de Circle, Marieke Flament, devient PDG de la Near Foundation. 
En janvier 2022, la fondation Near annonce avoir levé 150 millions d'euros pour accélérer « l'adoption massive du web 3.0 ».
En septembre 2022, la société Tether Operations Limited annonce le lancement du stablecoin Tether (USDT) sur le réseau blockchain Near.
En octobre 2022, Near annonce une collaboration avec Google cloud.
En mars 2023, Near Protocol lance un système d'exploitation orienté produit que les développeurs peuvent intégrer et sur lequel les utilisateurs peuvent interagir comme une plateforme unique, appelé « système d'exploitation blockchain » (BOS ou « blockchain operating system » en anglais),.
En juin 2023, le jeton NEAR connait une forte hausse de prix de 10%, en passant de 1,35 USD à 1,60 USD. Cette augmentation fait suite à l'annonce d'un partenariat entre la Near Foundation et Alibaba Cloud.